# أل وليامز
أل وليامز (بالإنجليزية: Al Williams)‏ هو لاعب كرة قاعدة أمريكي، ولد في 11 مايو 1914 في Valhermoso Springs, Alabama ‏ في الولايات المتحدة، وتوفي في 19 يوليو 1969 في غروفز في الولايات المتحدة.

## وصلات خارجية
- أل وليامز على موقعبيزبول رفرنس.كوم (الدوري الرئيسي) (الإنجليزية)